# Acrònim SMART
| Specific   |
|            |
| Measurable |
|            |
| Achievable |
|            |
| Relevant   |
|            |
| Time-bound |

L'indicador SMART és una regla mnemotècnica utilitzada a l'hora de guiar en la determinació 
d'objectius en àmbits, per exemple, de l'empresa o desenvolupament personal. La paraula smart en anglès a la vegada significa intel·ligent, llest, polit i elegant.
Pel que fa el significat de cada sigla:
S de specific (específic)
M de measurable (mesurable)
A de achievable o attainable (assolible)
R de relevant o realistic (rellevant o realista)
T de time-bound (temps limitat o fitat)

## Història
La idea d'aquest criteri SMART neix de la mà del pscicòleg americà Edwin Locke en el seu treball Toward a theory of task motivation and incentives (Cap a una teoria de motivació de la tasca i incentius) publicat l'any 1968. En l'estudi es demostrava que uns objectius més difícils i exigents produïen un millor resultat que uns de fàcils. També, el fet d'ésser específics generaven un millor rendiment en la tasca respecte aquells en que no es fixava cap meta.
No obstant això, no fou fins al 1981 en que George T. Doran fa ús de l'acrònim SMART per primera vegada en la seva publiació There's a S.M.A.R.T. Way to Write Management's Goals and Objectives (Hi ha una manera SMART d'escriure els objectius directius).

## Usos i crítiques
Els criteris SMART són usats generalment amb finalitat de clarificar el sistema de fixació d'objectius, facilitar l'assoliment d'aquests i motivar a aquells que el volen assolir. A la vegada faciliten l'avaluació per part dels supervisors degut a la facultat d'ésser quantificables.
La crítica d'aquests criteris es fonamenta en el fet de la falta de flexiblitat d'aquests ja que estan basats en un paradigma obsolet en que se centra massa en el present i es descuida el futur. També s'ha criticat per la falta d'elements organitzatius ambientals i de caràcter ètic així com un potencial impediment de progressar si el procés de fixació dels objectius és massa laboriós.